# Watts
Watts er et nabolag i Los Angeles, Californien. Watts ligger i den sydlige del af Los Angeles, mellem Lynwood, South Gate og Willowbroke.
Bydelen blev særlig kendt i 1965 grundet urolighederne under Watts-opstanden.
33°56′30″N 118°14′30″V / 33.941666666667°N 118.24166666667°V